# 도시락 (라면)
도시락은 팔도에서 1986년부터 생산하는 용기 면이다. 도시락은 일반 컵라면과 달리 모양이 원형이 아니라 도시락 모양의 직사각형으로 되어 있다.

## 러시아에서의 인기
도시락 라면은 대한민국보다 러시아에서 특히 인기가 많다. 1992년 러시아의 보따리 상인들에 의해 러시아에 처음 발을 들여놓게 된다. 시베리아 횡단 철도를 통해 1997년에는 러시아 전역으로 공급이 확대되었고, 2002년에는 한국야쿠르트가 라멘스코예에 첫 러시아 현지 공장을 설치했다. 그 후, 철저한 실적 관리를 통해 2009년에는 하루 평균 100만개, 연 3억 5천만개를 판매하며 러시아에서 큰 인기를 얻었다.

## 갤러리

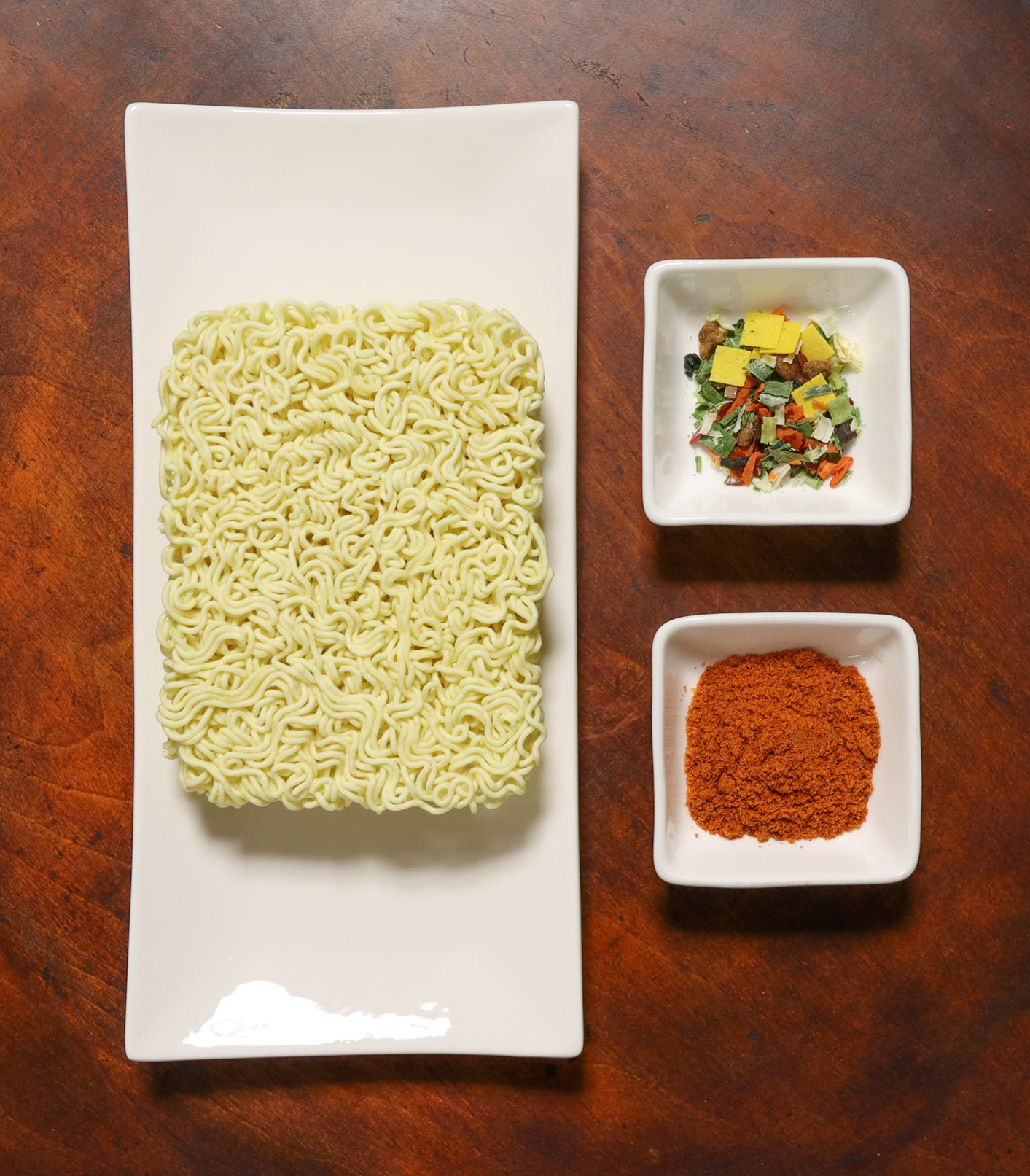
도시락 라면 재료
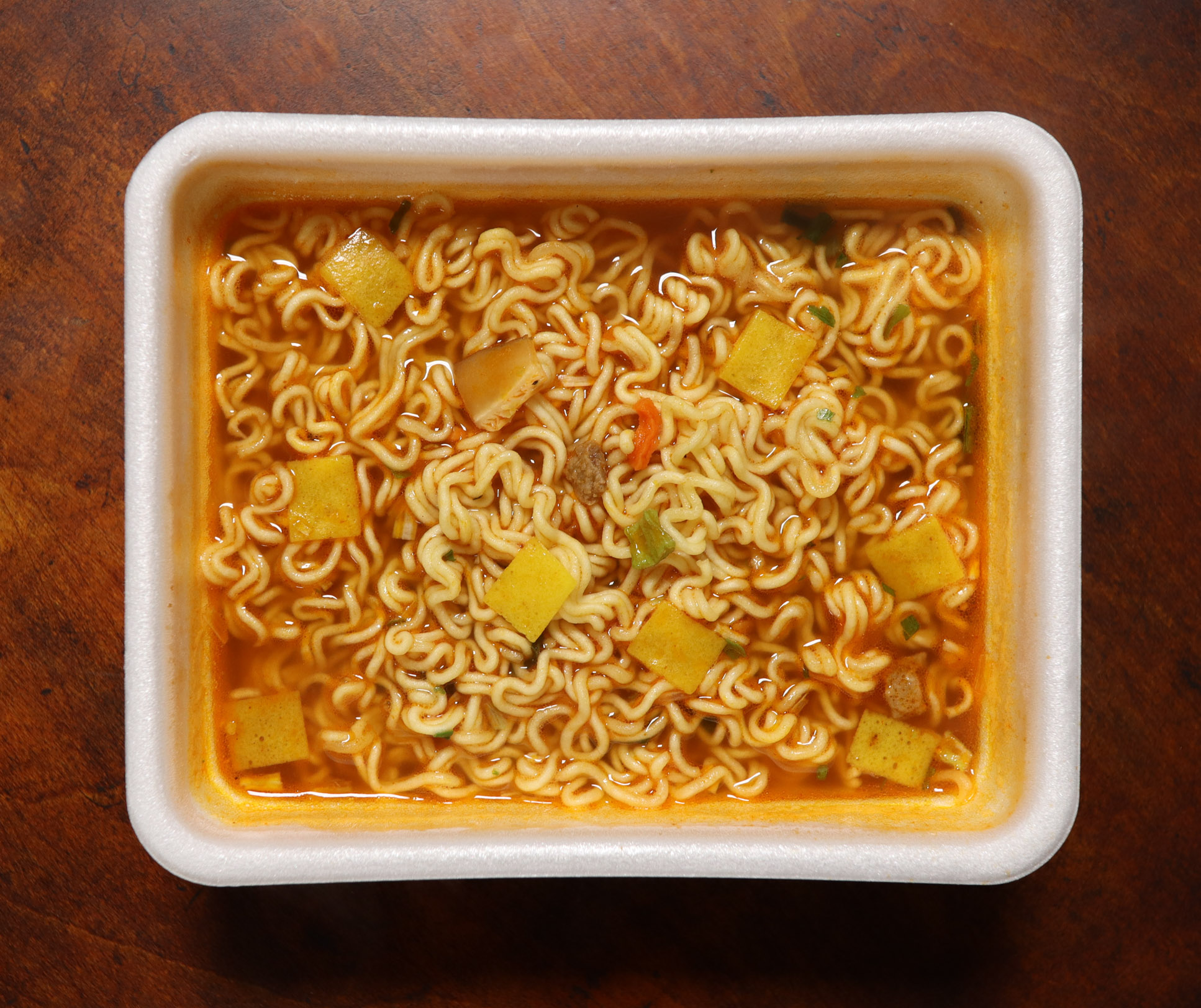
도시락 라면

## 같이 보기
- 도시락
- 국수 목록